# هيلج جونغ
هيلج جونغ (بالسويدية: Helge Jung)‏ هو ضابط سويدي، ولد في 1886 في مالمو في السويد، وتوفي في 1978 في ستوكهولم في السويد.